# Calymperopsis martinicensis
Calymperopsis martinicensis là một loài rêu trong họ Calymperaceae. Loài này được Broth. Broth. mô tả khoa học đầu tiên năm 1924.